# Comunicación global
La comunicación global es el término utilizado para describir formas de conectar, compartir, relacionar y movilizar a través de divisiones geográficas, políticas, económicas, sociales y culturales. Redefine los poderes blando y duro así como el poder de información y la diplomacia en modos no considerados por teorías tradicionales de relaciones internacionales.
La comunicación global implica una transferencia de conocimiento e ideas de centros de poder a periferias y la imposición de una hegemonía intercultural nueva mediante el "poder blando" de noticias globales y entretenimiento.
El estudio de comunicación global es un campo interdisciplinario que estudia los flujos continuos de información utilizada en transferir valores, opiniones, conocimiento y cultura a través de fronteras.

## Internacional versus global
Con el fin del siglo XX y el cambio de un nuevo milenio, la arena mundial y el campo de la comunicación internacional estaban experimentando cambios significativos. [2] Algunos autores comenzaron a utilizar el término "comunicación global" porque va más allá de los límites de países individuales y hace hincapié en la comunicación entre los pueblos [3].
Tradicionalmente, la comunicación internacional se refiere a la comunicación entre estados nacionales y connota cuestiones de soberanía nacional, control de los recursos nacionales de información y la supremacía de los gobiernos nacionales.
Sin embargo, las teorías anteriores de la comunicación internacional no han podido desarrollar modelos o programas de investigación que coincidan con la realidad del papel contemporáneo de la comunicación global. Las viejas teorías solo explican parte del panorama global y las teorías de modernización, dependencia e imperialismo cultural no han podido explicar satisfactoriamente el fenómeno de la comunicación global. [4]
El término "global", implica un decreciente papel del rol del Estado y de la soberanía estatal. Como término, "internacional" tiene en su interior nociones de decisiones bilaterales o multilaterales. "Global" podría ser visto como una aspiración, también como un miedo, del debilitamiento del Estado. Además, global puede implicar algo más penetrante, más geográficamente inclusivo que internacional.

## Historia
El estudio de la comunicación global aumentó dramáticamente después de la Segunda Guerra Mundial debido a consideraciones militares, junto con sus implicaciones económicas y políticas. Los intentos anteriores de teorizar no han podido desarrollar modelos o programas de investigación que coincidan con la realidad del papel contemporáneo de la comunicación global.

### Transformación teórica
Las teorías de modernización, dependencia e imperialismo cultural no han podido explicar satisfactoriamente el fenómeno de la comunicación global. Las viejas teorías solo explican parte del panorama global. [4] Mayor cantidad de investigación en comunicación global fue escrita en la década de 1945-1955; la mayor parte de la investigación de los años cincuenta se focalizo en propaganda y la guerra fría. Para los comienzos de los años '70, la investigación en comunicación global había crecido hasta incluir una gran variedad de temas, especialmente los sistemas comparativos de comunicación masiva, la comunicación y el desarrollo nacional y la propaganda y la opinión pública [3].

### Desarrollo tecnológico
El surgimiento de tecnologías de comunicación global puede ser considerado como el origen del campo de la comunicación global en el siglo XIX. [3] Numerosos avances técnicos como la creación de un nuevo fenómeno de comunicación global importante, convergencia, entornos digitales e Internet son algunos de los principales motores que impulsan el cambio de la comunicación internacional hacia la comunicación global. [4]

### Cambios del poder global
Con el colapso de la Unión Soviética, la sombra de la Guerra Fría se ha levantado para revelar alianzas y conflictos políticos, económicos y culturales cambiantes. La creciente importancia de estas corrientes, especialmente en el ámbito cultural, exige una reconsideración de la naturaleza del campo de la comunicación internacional dentro de la rúbrica de las relaciones internacionales. [2]
Con el fin del siglo XX y el giro de un nuevo milenio, la arena mundial y el campo de la comunicación internacional están experimentando cambios significativos.

### Agencias de comunicación y propaganda
Tres actores clave suelen ser reconocidos como los fundadores de las agencias de noticias internacionales. En 1835, Charles-Louis Havas creó la primera agencia de noticias del mundo; En 1849, Bernhard Wolff comenzó a publicar noticias bursátiles e informes diarios de París, Londres, Ámsterdam y Frankfurt; En 1849, Paul Julius Freiherr von Reuter estableció su propio servicio comercial, la agencia Reuter, y organizó un intercambio mundial de noticias en 1870.
En 1859, Reuter, Havas y la agencia alemana Wolff llegaron a un acuerdo para intercambiar noticias de todo el mundo, conocido como la Liga de las Agencias Aliadas, o la "Combinación de Anillos". [6] En 1848, la agencia de noticias americana Associated Press fue fundada y fue admitida formalmente en la "combinación del anillo" en 1887. [3]
Hay algunos factores importantes que señalan la creciente importancia de la comunicación global en el mundo del siglo XXI: [3]
1. Explosión de la población global
2. De la geopolitica a la "gaiapolitica"
3. Aumento de la comunicación intercultural
4. Cambio en el concepto de comunidad
5. Mayor centralización del control
6. Explosión de información
7. Cambios en la tecnología
8. Mayor dependencia en la comunicación global
9. Mayor interdependencia y democracia
10. Impacto de la comunicación en temas de paz y guerra

## Perspectivas y enfoques teóricos

### Perspectiva transcultural de la economía política
La perspectiva transcultural de la economía política es un concepto planteado en el campo de la comunicación global por Paula Chakravartty y Yeuzhi Zhao. Este concepto ve la comunicación global y el estudio de los medios en tres áreas: flujo global de información y cultura, descentralización de los parámetros conceptuales de la comunicación global y los debates normativos en la comunicación global en el contexto neoliberalista. La perspectiva transcultural de la economía política comprende un estudio multidisciplinario enfocado en la tensión entre la política económica y los estudios culturales. Esta “integra análisis culturales e institucionales y dirige preguntas urgentes en el campo de la comunicación global en el contexto de integración económica, formación de imperios, y las tensiones asociadas con la adaptación de nuevas tecnologías privatizadas, estructuras institucionales neoliberalizadas y globalizadas, y las prácticas y formas culturales híbridas.”  La perspectiva transcultural de la economía política se dirige a los asuntos que rodean la práctica del neoliberalismo y su creación de estructuras desiguales de poder situadas en el sistema global.

### Teoría de la globalización
La teoría de la globalización ganó popularidad en los 1990 como modelo para comprender la comunicación global. El concepto de globalización inspiró un número de teorías en varias escuelas de pensamiento en el estudio de comunicaciones. Cada una de estas teorías se enfoca en un aspecto diferente del estudio de la globalización. Varias teorías de la globalización destacan actores en el sector comercial como líderes en el proceso de integración global. Comúnmente se enlaza la transnacionalización comercial con progreso hacia un mundo más interconectado. Las teorías de la globalización son comúnmente asociadas con teorías de la modernidad.  Varios académicos ven la globalización como la integración social, política, económica y cultural de las sociedades a un sistema capitalista. Algunos académicos ven la globalización como un sucesor de la modernidad, mientras otros lo ven como una iteración del imperialismo. En la academia se cuestiona la utilidad y legitimidad de la teoría de la globalización, argumentando que no conceptualiza adecuadamente relaciones internacionales de hoy en día o funciona como lente mediante el cual examinamos eventos cotidianos.  Varios académicos critican las teorías de la globalización por ser demasiado entusiastas y poco realistas acerca del alcance de la integración global. Algunos académicos critican a los teóricos sociales que ofrecen opiniones y predicciones basadas en teorías con poca evidencia.  Por su parte, otros académicos trabajan con el propósito de disputar las visiones pesimistas de la teoría de la globalización. .

### Teoría de sistemas mundiales
La teoría de sistemas mundiales es una perspectiva macrosociológica que busca explicar las dinámicas de la “economía global capitalista” como un “sistema social totalitario”. Un sistema mundial es aquello que Wallerstein llamó “economía-mundo”, integrada mediante un mercado en vez de en un centro político, en el que dos regiones o más son interdependientes con respecto a necesidades como alimentación, combustible; y en la que dos o más entidades políticas compiten por el dominio sin la aparición de un centro singular perpetuo.  La teoría de sistemas mundiales fue estructurada por Immanuel Wallerstein. Hay tres grandes fuentes en la teoría de sistemas mundiales que Wallerstein estructuró: la metodología general de la escuela de los Annales, el enfoque marxista en la acumulación de procesos y la competitividad entre las luchas de clases y la explicación de los procesos de desarrollo provista por la teoría de dependencia
En referencia a la división transnacional de trabajo, el sistema mundial divide el mundo en países centrales, países periféricos, países semiperiféricos y áreas externas. Los países centrales usualmente desarrollan un firme gobierno central, una burocracia extensa y un gran ejército mercantil; que le permite a la burguesía local obtener control del comercio internacional y extraer excedente de capital del comercio. Los países periféricos carecen de un firme gobierno central o son controlados por los países centrales. Estos países periféricos exportan materiales brutos y se someten a prácticas laborales coercitivas. . Los países semiperiféricos sirven de amortiguadores entre los países centrales y periféricos. Estos mantienen un limitado y disminuido acceso a la banca internacional y la producción de bienes manufacturados de alta calidad y alto costo. [3] Áreas externas tales como Rusia mantienen su propio Sistema económico y a su vez permanecen fuera de la economía del mundo moderno.

### Teoría de modernización
La teoría de modernización fue desarrollada por Daniel Lerner (1958) en su libro “El paso de la sociedad tradicional”. Lerner describe al “modernizado” como un individuo que posee la habilidad de ser empático y capaz de verse a sí mismo en la situación del otro. Este concepto proviene de la transición de sociedad tradicionales a sociedades modernas, donde las sociedades modernas son distintivamente industriales, urbanas, alfabetizadas y participativas. Esta teoría ve el desarrollo de manera linear, concluyendo que las naciones necesitan desarrollarse y llegar a la modernidad para obtener una nación sostenible y próspera. El desarrollo de sociedades modernas incluye avances tecnológicos y el fomento de un sector mediático que ayude a crear una cultura participativa.

### Post colonialismo
“Ve:’’ posestructuralismo, imperialismo, modernidad
El post colonialismo es un enfoque teórico que mira la literatura que examina la experiencia del colonizador y el colonizado. Esta trabaja con la adaptación de las naciones que has sido colonizadas y su desarrollo cultural, político y económico. Algunos teóricos de renombre: Frantz Fanon, Edward Said, Gayatri Spivak, R Siva Kumar, Dipesh Chakrabarty, Derek Gregory.

### Imperialismo cultural
El imperialismo cultural es la influencia cultural que una civilización ejerce sobre otra. Culturas con poca distinción económica comúnmente importan cultura de los países del occidente. Los países del occidente tienen los recursos económicos para producir la cultura mediática de la mayoría del mundo, mayormente vía la transmisión de medios globales. La civilización débil adopta las costumbres, filosofía, perspectiva mundial y la manera general en la que las civilizaciones fuertes ven el mundo. La base teórica del estudio académico del imperialismo cultural proviene mayormente de los conceptos de biopoder y gobernabilidad de Michel Foucault y el concepto de post colonialismo de Edward Saïd. Bajo el concepto de post colonialismo las teorías ven el imperialismo cultural como el legado cultural del colonialismo o como formas hegemónicas del occidente. El estudio de los efectos de los medios, al integrarse con la tradicional política-económica es el argumento central del imperialismo cultural. Hay dos elementos en oposición en el estudio de los de efectos de los medios. Un elemento negativo es que los medios occidentales imponen conflictos sociopolíticos en los países en desarrollo; estos resisten el efecto de los medios para preservar su tradicional identidad cultural. Los elementos positivos son la exposición de temas como los derechos de la mujer y la equidad racial que forma parte de los medios de comunicación de occidente.  Hoy en día el término imperialismo cultural usualmente se refiere a la expansión cultural de los Estados Unidos en el resto del mundo, incluyendo los nombres de marcas, videos, lugares de comida rápido, entre otros.

### Comunicación para el desarrollo (C4D)
Comunicación para el desarrollo (C4D) es el aspecto práctico de la comunicación global orientado en la propuesta del desarrollo global con enfoque en acción y participación para un cambio global promulgado mediante los sistemas de comunicación.  La C4D subraya la “voz, ciudadanía y acción colectiva” como valores centrales que promueven el desarrollo liderado por los ciudadanos, donde el grupo visitante guía en vez de dirigir a la comunidad anfitriona. La C4D a menudo incorpora teorías de abajo hacia arriba del cambio social con el objetivo de crear un cambio sostenible, que se cree es más probable que ocurra si los esfuerzos son planificados, implementados y sostenidos por los propios miembros de la comunidad. . Algunos académicos sugieren que se debe aclarar una definición compartida de la comunicación para el desarrollo; porque el desacuerdo dentro del campo puede desvirtuar las características que la mayoría de los académicos consideran centrales para el desarrollo actual, incluyendo la investigación participativa. Muchos proyectos C4D giran en torno a los sistemas de medios como un centro para el cambio social , que diferencia C4D de otros enfoques. Las teorías detrás de C4D subrayan que los proyectos de desarrollo deben situarse contextualmente y que la tecnología de la comunicación como consecuencia afectará a los diferentes tipos de cambio social.

### Estudio de los medios globales
El estudio de los medios globales es un campo de estudio de los medios en un ámbito global. El estudio de los medios de comunicación trabaja con del contenido, la historia y los efectos de los medios de comunicación. El estudio de los medios de comunicación se basa en teorías y métodos de las siguientes disciplinas: estudios de la cultura, retórica, filosofía, el estudio de la comunicación, la teoría feminista, la economía política y la sociología. Entre estos enfoques de estudio, el análisis político económico no ignora la comprensión de los actuales medios de comunicación y la evolución de las comunicaciones. Pero, la investigación política económica se ha tornado más resistente debido a los fuertes estudios empíricos y a las conexiones potenciales con el desarrollo político y la praxis alternativa
Cada país tiene sus características propias de los medios que responden a las diversas condiciones del país. Los medios de comunicación de China continental son estatales, por lo que los temas políticos están bajo las estrictas regulaciones establecidas por el gobierno, mientras que otras áreas como el deporte, las finanzas y el entretenimiento son cada vez más lucrativos y enfrentan menos regulación del gobierno. Canadá tiene un sector mediático bien desarrollado, pero los medios de comunicación en están bajo amenaza del resultado directo del económico y cultural imperialismo estadounidense que impide la identidad de los medios de comunicación canadienses.  Muchos de los medios en América están controlados por grandes corporaciones con fines de lucro que obtienen sus ingresos de publicidad, suscripciones y la venta de materiales protegidos por derechos de autor. En la actualidad, seis empresas (Comcast, Walt Disney Company, News Corporation, Time Warner, Viacom y CBS Corporation) controlan aproximadamente el 90% de los medios de comunicación en Estados Unidos. Tales éxitos provienen de las políticas del gobierno federal o la tendencia a los monopolios en la industria.

## Debates centrales

### Cambios del poder global
La teoría del sistema mundo de Immanuel Wallerstein, presenta un marco teórico básico que permite entender los cambios del poder global en la era actual. Wallerstein propone cuatro categorías diferentes: centro, semiperiferia, periferia y externa, en relación con la posición relativa de determinada región en el sistema mundial. Las regiones centrales son las que más se beneficiaron de la economía mundial capitalista, como Inglaterra y Francia. Las regiones periféricas dependían y exportaban materias primas al centro, como Europa del Este y América Latina. Las regiones semiperifericas son regiones centrales en declive o periferias que pretenden mejorar su posición relativa en el sistema mundial, como Portugal y España. Las regiones externas lograron permanecer fuera de la economía mundial moderna, como Rusia.
Hay dos tipos básicos de cambio de poder global en el siglo XXI; uno es la transición de poder tradicional entre los estados, que sigue la teoría del sistema mundo propuesto por Wallerstein. Por ejemplo, el poder global cambia de Occidente a Oriente desde el ascenso del continente asiático. El otro es la difusión de poder, la forma en que el poder se mueve de los estados a los actores no estatales. Por ejemplo, “el cambio climático, el comercio de drogas, los flujos financieros, las pandemias, todas estas cosas que trascienden las fronteras fuera del control de los gobiernos.”

### Esfera pública global
La teoría de la Esfera pública, atribuida a Jürgen Habermas, es una teoría que en su premisa básica concibe a los gobiernos democráticos como aquellos que pueden soportar las críticas provenientes de las esferas públicas. Las esferas públicas son lugares, físicos o imaginarios, donde las personas discuten cualquier tipo de tema, pero particularmente temas de carácter social o político. Por lo tanto, la esfera pública global está formada por personas de todo el mundo que se reúnen para discutir y definir acciones en temas que les conciernen. . El concepto de esfera pública global está vinculado al cambio de la esfera pública, de restringida a estado-nación, ha hecho de individuos y grupos conectados tanto dentro como fuera de las fronteras.
Desde Platón, se puede argumentar que los filósofos han estado pensando en la forma de crear un espacio común en el que todas las personas puedan debatir; sin embargo, una esfera pública global que puede encajar en la descripción anterior comenzó a aparecer mucho más tarde. En la segunda mitad del siglo XX, el legado de la Segunda Guerra Mundial y los avances tecnológicos crearon un nuevo sentido de lo global y dieron pie a los fenómenos económicos y políticos ahora llamados globalización. Esto incluye la expansión de la humanidad en el espacio, lo que dio a los individuos el sentido de una unidad global, el crecimiento de la tecnología de satélites, lo que permitió a las personas de todo el mundo ver los mismos canales de televisión y el Internet, proporcionando acceso a una sin precedentes cantidad de información y espacios para conectarse con otras personas.

### Industrias culturales
El término "industria cultural" apareció en el período de posguerra. En aquella época, se argumentaba que la cultura y la industria eran opuestas. Las industrias culturales "también se refieren como" industrias creativas.

### Definiciones y alcance de las industrias culturales
En la actualidad, hay diferentes interpretaciones de la cultura como industria. Para algunos, las industrias culturales son simplemente aquellas industrias que producen bienes y servicios culturales. En la Organización de las Naciones Unidas (ONU) para la Educación, la Ciencia y la Cultura Unesco, las industrias culturales son consideradas como aquellas industrias que "combinan la creación, producción y comercialización de bienes intangibles y culturales. Según la Unesco, una parte esencial de las industrias culturales es que son "esenciales para promover y mantener la diversidad cultural y garantizar el acceso democrático a la cultura" Las "industrias culturales" combinan lo cultural y económico, lo que da a las industrias culturales un perfil distintivo.
En Francia, las "industrias culturales" han sido definidas recientemente como un conjunto de actividades económicas que combinan las funciones de concepción, creación y producción de cultura con funciones más industriales en la fabricación y comercialización a gran escala de productos culturales. En Canadá, las actividades económicas relacionadas con la preservación del patrimonio también se incluyen en la definición de cultura.

### Industrias culturales globales
Dado que el auge de las industrias culturales ha ocurrido simultáneamente con la Globalización económica  las industrias culturales tienen estrechas conexiones con la globalización y la comunicación global Herbert Schiller argumentó que el complejo de “entretenimiento, comunicaciones e información (ECI) estaba teniendo un impacto directo en la cultura y la conciencia humana. . Como sostuvo Schiller, el resultado de la expansión corporativa transnacional es la perpetuación del imperialismo cultural, definido como "la suma de los procesos por los que una sociedad es introducida en el sistema mundial moderno y cómo su estrato dominante es atraído, presionado, forzado y a veces sobornado en la formación de las instituciones sociales para corresponder o incluso promover los valores y estructuras del centro dominante del sistema".
La segunda oleada de expansión empresarial transnacional, la cual comenzó en la década de 1970 con la aparición de zonas de procesamiento de exportaciones en los países en desarrollo, se centra en el desarrollo de redes de producción global. Este proceso fue descrito como una "nueva división internacional del trabajo" (NIDL) por los economistas políticos alemanes Frӧbel et al. (1980).
Ernst y Kim han argumentado que los GPN están cambiando la naturaleza de la corporación multinacional misma, desde "proyectos independientes de inversión en el exterior, hasta buques insignia de la red global" que integran su oferta dispersa, conocimientos y bases de clientes en redes de producción globales y regionales", permitiendo un cambio de modelos corporativos jerárquicos; de arriba-a-abajo a formas de organización cada vez más en red y colectivas.

### Imperio mundial de los medios de comunicación
Las empresas más grandes de medios y las industrias relacionadas con los medios de comunicación en general, tienen un perfil internacional muy alto.  Los imperios comunicacionales, como Disney, News Corporation, Time Warner y Viacom-CBS, ahora obtienen un 25-45% de sus ingresos fuera de Estados Unidos.
A menudo se argumenta que los medios globales están dominados por un pequeño número de poderosos conglomerados de medios. Herman y McChesney (1997) argumentaron que los medios globales estaban "dominados por tres o cuatro docenas de grandes corporaciones transnacionales con menos de diez conglomerados de medios basados en Estados Unidos que se elevaban sobre el mercado global". Del mismo modo, Manfred Steger ha observado que "en gran medida, los flujos culturales globales de nuestro tiempo son generados y dirigidos por imperios mediáticos globales que confían en poderosas tecnologías de comunicación para difundir su mensaje". Steger también argumentó que durante las dos últimas décadas, solo algunas transnacionales llegarían a dominar el mercado mundial de entretenimiento, noticias, televisión y cine.

### Diáspora
Diáspora a menudo se confunde con éxodo. Las diásporas son grupos minoritarios que tienen un sentido de conexión con una comunidad más grande fuera de las fronteras que habitan actualmente. A través de los medios diásporos crean un sentido de identidad y una comunidad más grandes, imaginadas o reales. Algunos trabajos académicos sobre la diáspora en estudios de comunicación, la visión de nación y cultura como términos intercambiables ya no es frecuente. Stuart Hall teorizó la hibridez, que distingue de "pluralismo antiguo", "viaje nómada del posmoderno" y la "homogeneización global". El hibridismo es la retención de una identidad original y lazos arraigados con un país y una tradición original, pero con la comprensión de que no hay nación inalterada, ideal del pasado a la que puedan volver. Ser híbrido es adaptarse también a una nueva cultura y tradición sin asimilarla simplemente, sino más bien a negociar un lugar entre las culturas "original" y "nueva". En estudios de comunicación, se discute la diáspora como la identidad que une a las personas a través del tiempo y el espacio. Sin embargo, se ha argumentado que el concepto de "diáspora" implica homogeneidad étnica y esencializa la identidad solo a la etnicidad. Una de las obras más citadas y conocidas en el campo de los medios diásporos es el trabajo de Hamid Naficy sobre la creación de la televisión por cable en Estados Unidos por parte de los iraníes norteamericanos.
Los medios diásporos se refieren a los medios de comunicación que abordan las necesidades de determinados grupos étnicos, religiosos y / o lingüísticos que viven en entornos multiculturales. Los medios diásporos pueden estar en el idioma tradicional de la diáspora o en otro idioma, y pueden incluir noticias o medios del país de origen o pueden contener las noticias o medios locales de la diáspora. Los medios diásporos pueden ser creados en la radio, televisión, cine, música, en periódicos, revistas y otras publicaciones, así como en línea. Se puede argumentar que el desarrollo y la difusión de la televisión por satélite es un elemento instrumental del crecimiento de los medios diásporos actuales. La televisión por satélite permitió a los migrantes acceder a las noticias y la cultura popular desde su tierra natal, además permitió que las personas que hablan el mismo idioma accedieran a los mismos canales que podrían producirse fuera de la "patria".
Estudios contemporáneos de la diáspora muestran que los medios diaspóricos son parte del cambio en la tendencia que Immanuel Wallerstein describió en su teoría del sistema mundo. La teoría del sistema mundo postula que gran parte del flujo de personas en el mundo ha sido desde la "periferia", o estados económicamente en desarrollo, hacia el centro; que a menudo son estados metropolitanos, económicamente ricos que crecieron su riqueza en el espíritu empresarial colonialista. Sin embargo, a diferencia del movimiento de personas, el flujo de información (incluidos los productos de los medios de comunicación) ha tendido a ser desde el centro hacia la periferia.

### Tecnología y medios
El avance de los medios de comunicación y la tecnología han desempeñado un papel fundamental en el proceso de Globalización y la comunicación global. El cable, la RDSI, la digitalización, los satélites de radiodifusión directa, así como Internet, han creado una situación en la que gran cantidad de información puede transferirse en todo el mundo en cuestión de segundos.
A principios del siglo XX, el Telégrafo, la Telefonía y la Radio comenzaron el proceso de comunicación global. A medida que las tecnologías de los medios se desarrollaban, se creía que ellas creaban, en las famosas palabras de Marshall McLuhan, una "aldea global". El 4 de octubre de 1957, el Sputnik, el primer satélite artificial del mundo, marcó el comienzo de tecnologías que podía interconectar el mundo. La primera transmisión televisiva en vivo se produjo cuando Neil Armstrong caminó en la luna en julio de 1969. Para el año 2000, a través de la transmisión directa por satélite, un hogar podría recibir canales de todo el mundo. Ahora, con la World Wide Web, teléfonos inteligentes, tablets, televisores inteligentes y otros dispositivos de medios digitales, miles de millones de personas ahora pueden acceder a contenido multimedia que alguna vez estuvo vinculado a medios de comunicación (impresos, broadcast) o plataformas (periódicos, revistas, radio, televisión, cine). [36]

### Justicia
La justicia en los estudios de comunicación incluye, pero no se limita al proceso democrático ni el fomento del público democrático. Jürgen Habermas teorizó la esfera pública (en la Transformación Estructural de la Esfera Pública) como el espacio que se crea cuando se discuten asuntos de interés común entre el Estado y la sociedad civil. Así, la esfera pública incluye no solo los medios de comunicación, sino también la protesta pública en forma de marchas, manifestaciones, etcétera. Hay, sin embargo, críticas de economía política en cuya visión es imposible trabajar dentro del sistema actual para producir públicos democráticos. Tal crítica es la producida por Karl Marx, que veía instituciones como el parlamento, el Estado, la esfera pública "aceptable", las empresas económicas, etc., estructuralmente producidas y perpetuadas por un sistema capitalista, por lo que no pueden ser movilizadas para cambiarlo. En tal sistema, solo puede haber justicia ilusoria, que es justa solo dentro de la lógica del sistema. Esta ilusión de justicia se produce a través de la ideología dominante.
Otro asunto de la justicia en estudios de comunicación es la pregunta de la descolonización de métodos de investigación y discurso teórico. La idea de descolonizar la investigación proviene de un rechazo al enfoque funcionalista, que supuso que la investigación puede realizarse en vacío, libre de ideología o de sesgos del investigador. Este enfoque asumió que las culturas eran inmutables, homogéneas y aisladas entre sí. El propósito de descolonizar la investigación y el discurso es "desencadenar" la investigación como una estructura de poder imparcial, y producir investigación que sea más precisa. El enfoque en la descolonización de los métodos de investigación intenta crear metodologías que traten a las personas como participantes o socios, en lugar de sujetos, lo cual es un término que en sí mismo lleva fuertes connotaciones de colonialismo. La descolonización de la investigación también implica alejarse de los modelos eurocéntricos que se supone que funcionan en cualquier otro lugar, y en su lugar crear un trabajo que sea más útil en contextos locales. Los enfoques descoloniales buscan específicamente producir conocimiento sobre los mecanismos y efectos del colonialismo. Estos enfoques permiten a los antiguos sujetos «hablar», que es un reflejo de independencia, sobre los propios términos de investigación del colonizador, en lugar de ser "dada" una voz, que es una estructura de poder desigual.